# Vila-roger (Oristà)
Vila-roger és un conjunt d'Oristà (Lluçanès) que forma part de l'Inventari del Patrimoni Arquitectònic de Catalunya.

## Descripció
Conjunt format peu un mas i una capella unida a un dels seus costats.
El mas és una construcció rectangular orientada a migdia, de planta baixa i dos pisos, coberta amb una teulada a doble vessant. A la façana principal hi trobem un rellotge de sol molt ben conservat i un portal adovellat amb pedres de grans dimensions. Al seu davant s'estén la lliça i l'era.
A l'interior de lacasa es conserva un antic celler.
A prop seu hi ha d'altres construccions destinades a usos agrícoles, com la masoveria.
Capella de Sant Antoni de Pàdua
Construcció de base rectangular, d'una nau sense absis, actualment enllaçada amb la casa per una construcció moderna intermèdia que funciona com a pàrquing.
Bastida amb pedres irregulars i morter, conté carreus ben tallats a cada una de les cantonades, a l'arc rebaixat de la porta i a l'ull de bou que centra la façana. A la part exterior del mur esquerra de la nau hi ha les restes d'una porta que, segons els propietaris, havia de servir per a entrar a una sagristia que mai es construí. A la façana, al costat de la finestra circular, hi ha restes de guix que demostren que la capella ha estat repicada. L'interior és enguixat.
La dovella central de l'arc d'entrada porta la data de 1785.

## Història
Existeix un fons de pergamins des del 1200.
En el fogatge fet a Oristà el 1553 apareix el nom de Bernat Vilaroger.
A la segona meitat del segle xix consta en la llista de masos pertanyents a la parròquia de Sant Andreu d'Oristà.